# Santa Maria la Scala
Santa Maria la Scala ('a Scala in siciliano) è una frazione del comune di Acireale, nella Città metropolitana di Catania.

## Territorio
Il borgo si trova sulla costa ionica ai piedi della Timpa, una gigantesca falesia riccamente stratificata, a circa 3 chilometri di strada rotabile da Acireale, di cui costituisce il più prossimo sbocco a mare. Gli abitanti sono localmente conosciuti con il nome di Scaloti. La chiesa parrocchiale è del XVII secolo ed è dedicata a Santa Maria della Scala.

## Storia
L'abitato, sovrastato dalla Timpa su cui a 140 m s.l.m. è posta Acireale, si raccoglie attorno al porticciolo detto Scalo Grande, allungandosi sull'angusto lungomare verso sud dove sorgono alcune interessanti costruzioni per la villeggiatura di fine Ottocento della borghesia acese. All'estremità meridionale della frazione vi è un mulino, detto di Miuccio e documentato a partire dal XVI secolo, già ad acqua, alimentato dalla sorgente di Testa dell'acqua che sgorga a pochi metri dal mare dalle viscere della Timpa che è di notevole rilevanza naturalistica. A nord dell'abitato, accessibile via mare, si trova la Grotta delle palombe, un complesso di basalti colonnari parzialmente frantumato dalle mareggiate. Nel 1972 così si è inabissato il caratteristico pugno (di cui esistono innumerevoli foto e cartoline) che si ergeva nello specchio di mare chiuso a sud dalla pietra delle sarpe. Secondo la fantasia popolare era il rifugio amoroso del pastore Aci e della ninfa Galatea.

## Punti di attrazione turistica
I collegamenti con Acireale sono assicurati da una strada provinciale. Dalla caratteristica strada delle "Chiazzette" (XVI secolo), non carrozzabile, che s'inerpica sulla Timpa e che costituisce un interessante itinerario naturalistico attraverso la "Riserva naturale orientata", è possibile raggiungere in dieci minuti (una mezzora per la risalita) la sottostante spiaggia. Il punto di partenza della passeggiata naturalistica è costituito dalla Fortezza del Tocco, un bastione messo a difesa dell'ingresso da mare della Città.

## Economia
L'economia di Santa Maria la Scala aveva la sua voce più importante nella pesca col suo porticciolo protetto da un molo, accessibile a imbarcazioni medio-piccole. La flotta di pescherecci si è ridotta a pochissime unità e ripara ad Acitrezza. Sono sviluppate le attività di ristorazione e ricettive.
Il borgo è inoltre da giugno a settembre frequentata località balneare con una spiaggetta di grossi ciottoli di pietra lavica levigati dal moto ondoso e altre punteggiate di scogli e massi lavici. Le autolinee degli autobus lo collegano ad Acireale. Durante la stagione estiva è anche di sera meta di turismo locale, anche per alcune manifestazioni organizzate dagli esercenti.

## Galleria d'immagini

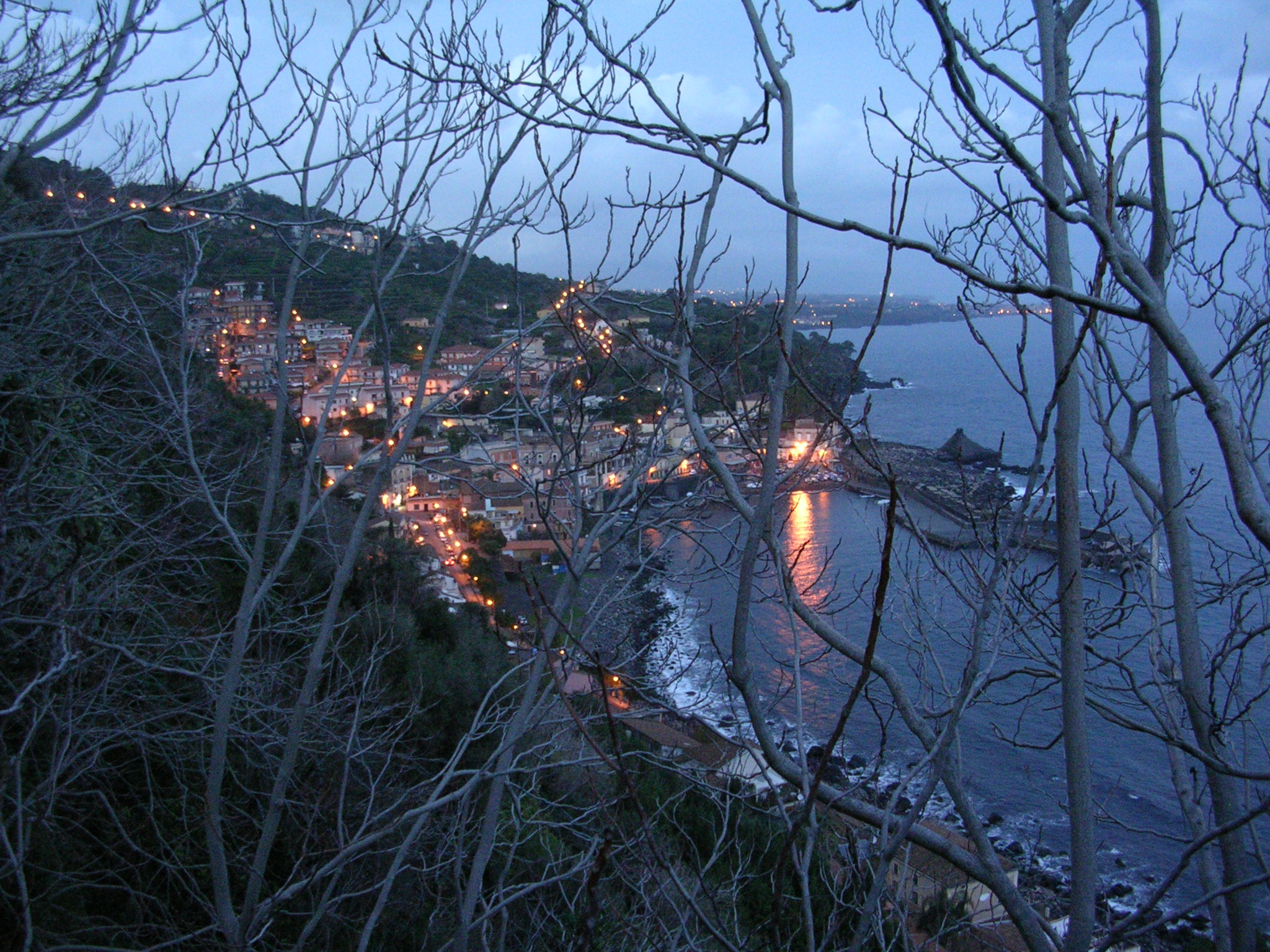
Vista dalle Chiazzette
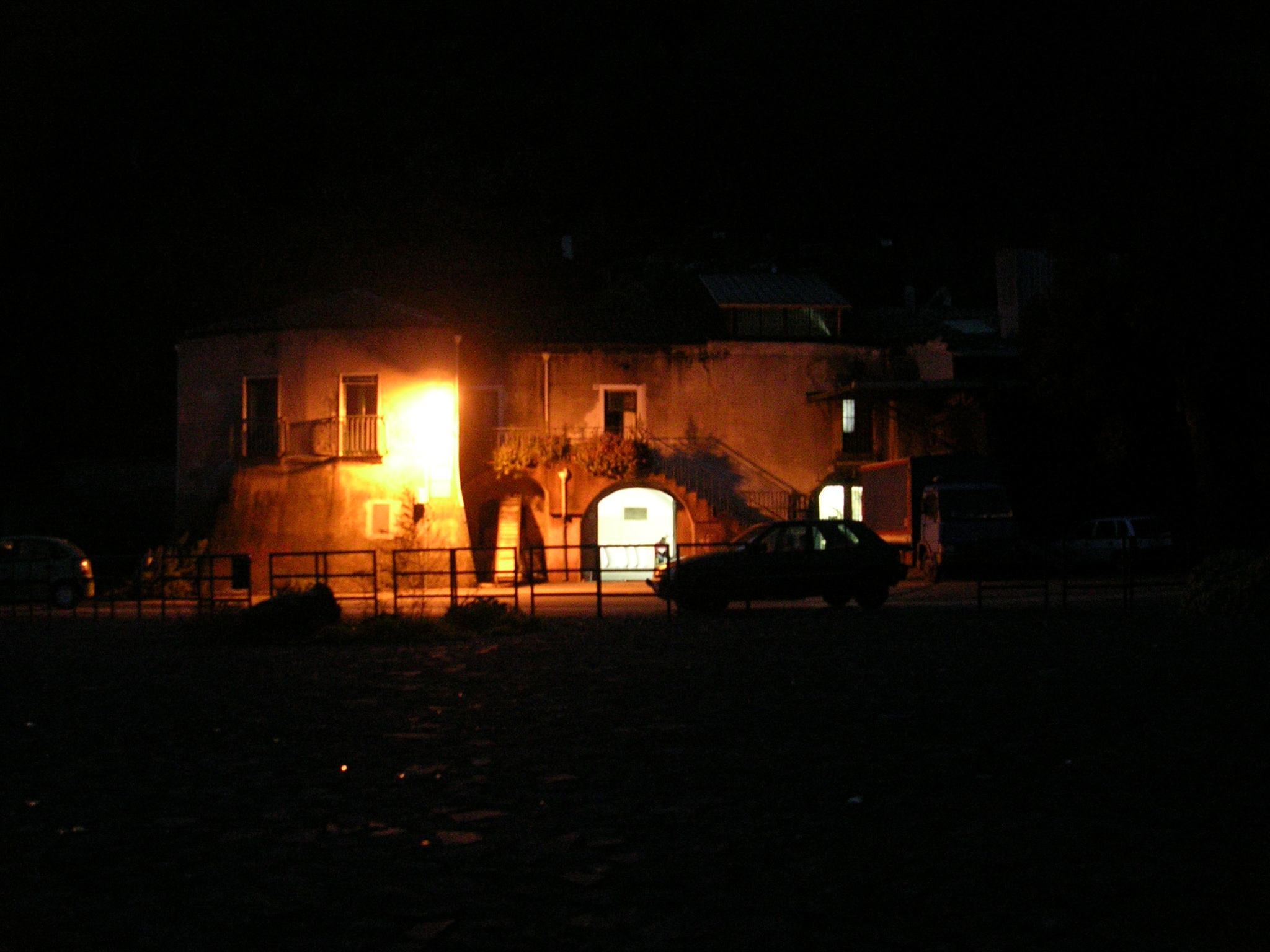
Il mulino Miuccio

## Luoghi di Culto
- Chiesa di Santa Maria della Scala
- Chiesa di Santa Maria della Neve